# Himantopus
Himantopus è un genere di uccelli della famiglia Recurvirostridae.

## Descrizione
Il Cavaliere d'Italia è un uccello acquatico di taglia media (lunghezza di 35–40 cm e apertura alare di 67–83 cm) con un aspetto molto esile. L'individuo adulto ha il corpo bianco e ali nere. La testa è bianca con qualche spruzzata di nero in inverno e nera in estate. Il becco è sottile e lungo di colore nero. Le zampe, lunghe e con tre dita, sono rosa. Nella femmina le parti nerastre del maschio sono brunastre scuro.
Gli individui giovani ha la testa di colore seppia mentre il resto del corpo è bruno opaco

## Biologia
Il cavaliere d'Italia nidifica a partire dal mese di aprile con la deposizione di 4 uova in un nido che ha una forma tronco-conica. Durante il periodo riproduttivo è possibile vedere delle dispute per l'aggiudicazione del sito per la nidificazione.
La sua alimentazione è basata su piccoli insetti e invertebrati acquatici.

## Ambiente
È una specie che frequenta che le zone umide costiere ma anche zone con acqua dolce.
Si ritrova in Europa centrale fino agli Urali, nell'Africa centrale e settentrionale, Medio Oriente. In Sardegna è stanziale e nidifica con una popolazione di 400-700 coppie.

## Curiosità
Il nome del genere e l'epiteto specifico himantopus deriva dal greco che significa "piede legato" per il suo modo caratteristico di camminare.

## Tassonomia
Comprende 5 specie viventi:
- Himantopus himantopus (Linnaeus, 1758) - cavaliere d'Italia
- Himantopus leucocephalus Gould, 1837 - cavaliere testabianca
- Himantopus mexicanus (Statius Müller, 1776) - cavaliere nordamericano
- Himantopus melanurus Vieillot, 1817 - cavaliere dorsonero
- Himantopus novaezelandiae Gould, 1841 - cavaliere nero